# 52341 Ballmann
52341 Ballmann este un asteroid din centura principală de asteroizi.

## Descriere
52341 Ballmann este un asteroid din centura principală de asteroizi. A fost descoperit pe 21 septembrie 1992 la Tautenburg de Lutz Dieter Schmadel și Freimut Börngen. Asteroidul prezintă o orbită caracterizată de o semiaxă mare de 2,79 ua, o excentricitate de 0,15 și o înclinație de 9,6° în raport cu ecliptica.